# 大坂 (掛川市)
大坂（おおさか、英語: Ōsaka）は、静岡県掛川市にある大字。

## 地理

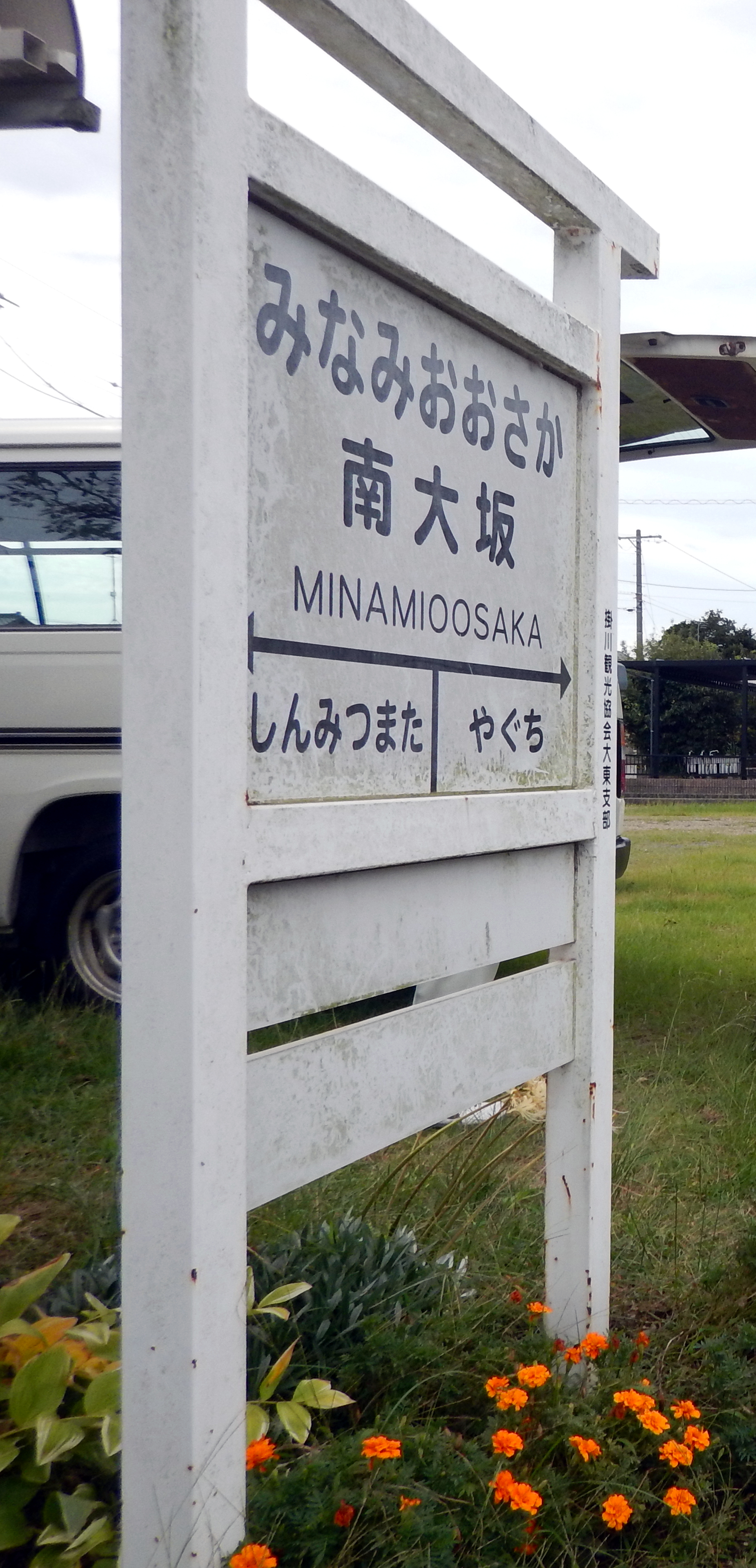
静岡鉄道南大坂駅の駅名標を模したモニュメント（2017年9月23日撮影）

静岡県掛川市の南部に位置する。合併前の旧大東町においては南西部に位置していた。楕円形のような形状の大字である。三井山の山麓に位置しており、北西から中央にかけてのほとんどを山林が占めている。一方、中央から南東にかけては平地が広がっており、宅地や農地として利用されている。その平地の北側には田畑が多く、南側には人家や商店、企業などが集積している。下小笠川、与惣川、真川が北から南に向かって流れている。中央には居沼池が水を湛えている。複数の自然村の村域を抱合しているため、近隣の大字に比べて広大な面積を誇る。
大字としての住所表記では「大坂」と記されるが、集落としては「寺部」、「中川原」、「太田」、「南大坂」、「報地」、「新川」の6つに大別されている。
掛川市の自治区としては、寺部、中川原、太田の3集落は三井区に属しており、南大坂、報地の2集落は大坂区に属しており、新川は隣接する大字に位置する集落である海戸とともに東大坂区に属している。そのため、自治区としての「大坂区」の範囲は、大字として「大坂」と表記される範囲とは全く異なっている。
なお、掛川市では大字別の人口と自治区別の人口を公表しているが、前述のとおり東大坂区には他の大字の集落も属していることから、大字としての大坂の人口と、自治区としての三井区と大坂区と東大坂区の人口の合計とでは差異が生じる。なお、かつて雇用促進住宅大浜宿舎であったビレッジハウス大浜も別の自治区として扱われている。

### 山岳
- 三井山

### 河川
- 下小笠川
- 与惣川
- 真川

### 湖沼
- 新長谷池
- 居沼池

## 歴史

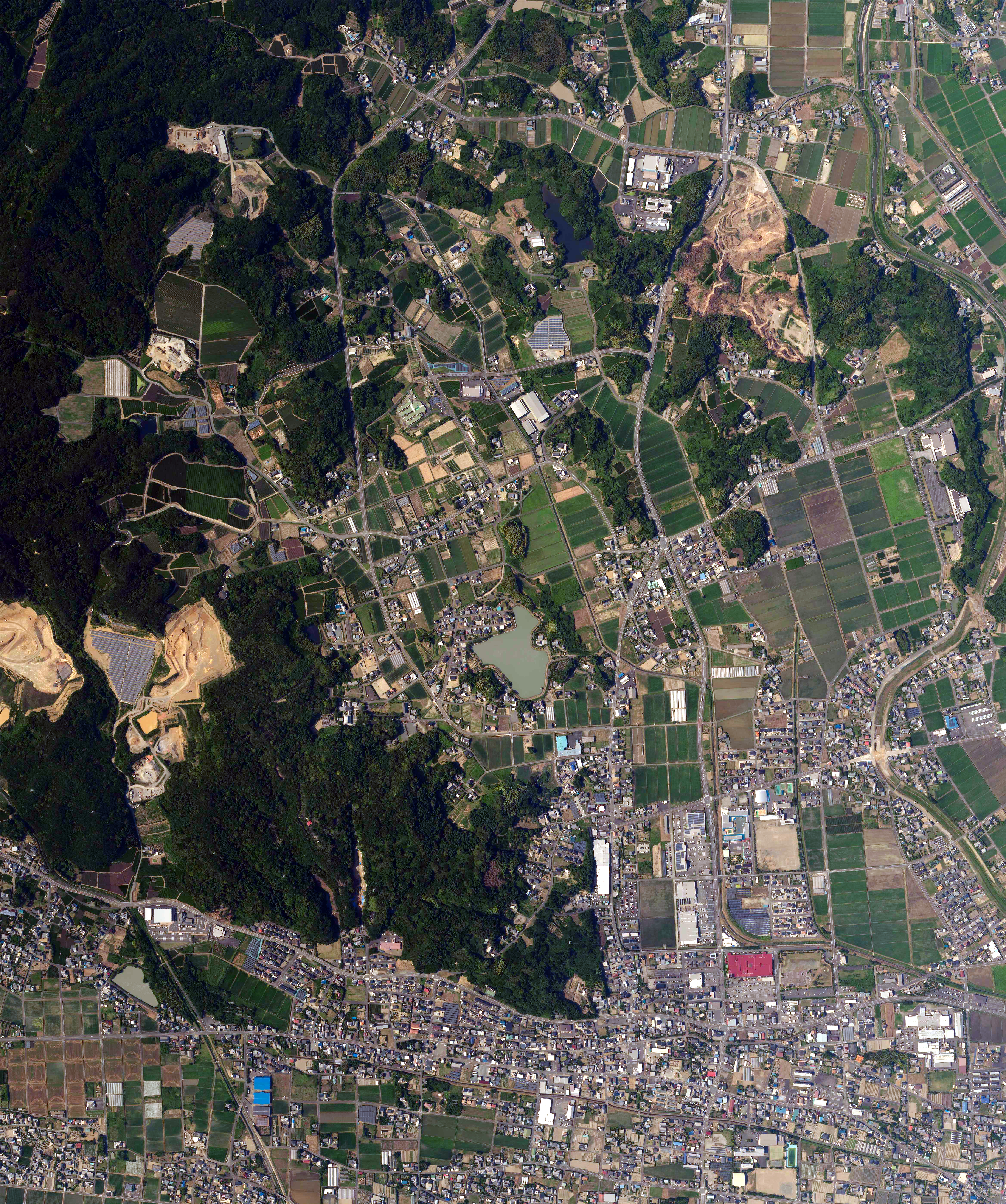
大坂の航空写真（2020年6月16日撮影）

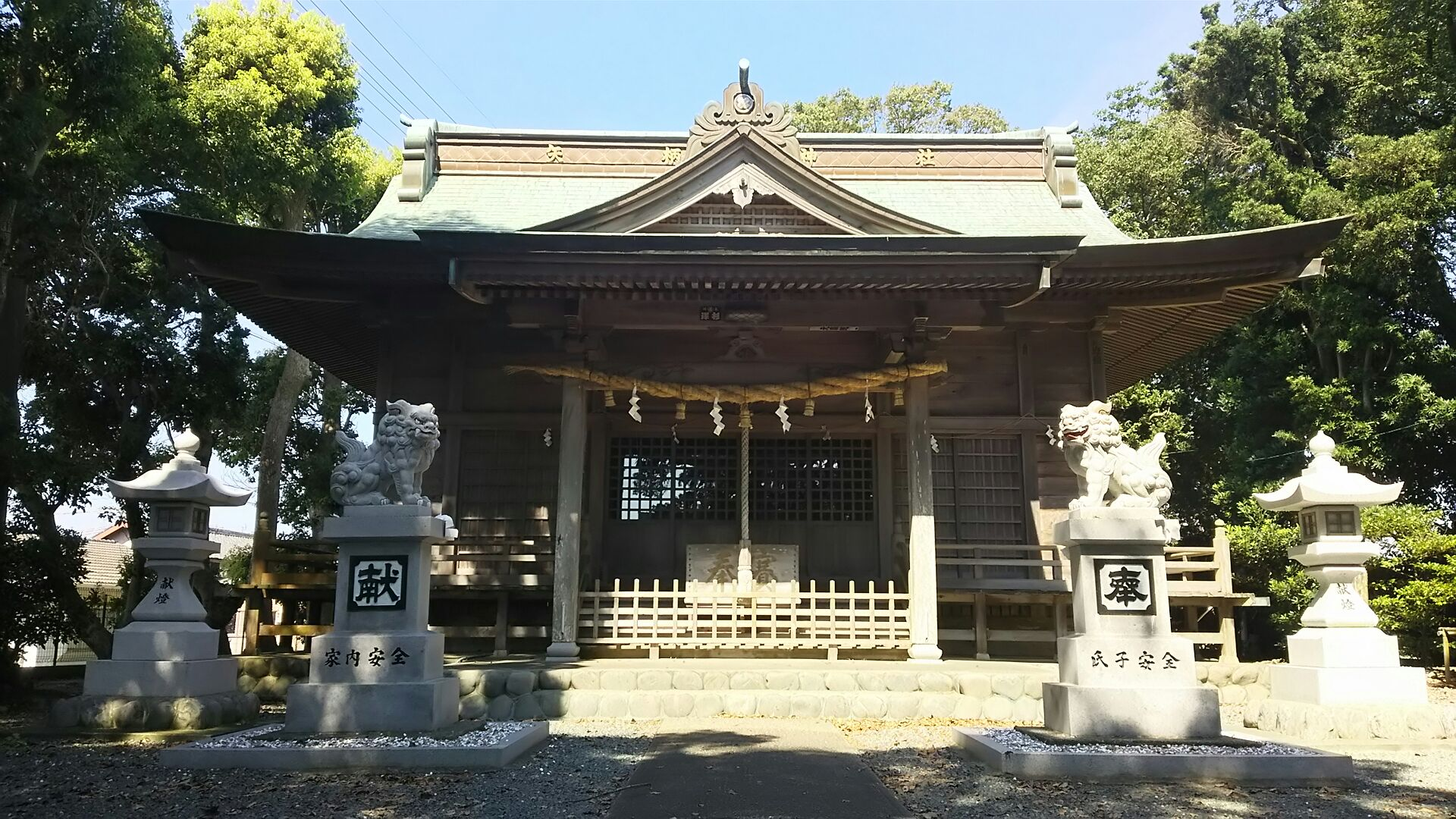
矢柄神社

大坂と呼ばれている地は、もともとは自然村である遠江国城東郡の東大坂村、および、西大坂村であった。
東大坂村は江戸時代に入ると横須賀藩領となった。内山真龍の『遠江国風土記伝』によれば、東大坂村の当時の石高は1117石9斗3升1合であった。農業が盛んであり、米、麦、粟、黍、豆、大根、蔓菁根、辛菜、白瓜、青瓜、冬瓜、西瓜、甘蔗、木綿などが栽培されていた。東大坂村は明治元年に駿府藩領となり、明治2年に静岡藩領となった。
西大坂村も江戸時代に入ると横須賀藩領となった。内山真龍の『遠江国風土記伝』によれば、西大坂村の当時の石高は1184石9斗1升4合であった。さらに、矢柄神社の神田が2石、天神社の神田が1石、正蔵寺の十二相権現社の神田が2石、岩岳寺の大日堂の寺田が6石、貞永寺の寺田が9石とされている。農業が盛んであり、米、麦、粟、黍、豆、大根、蔓菁根、辛菜、白瓜、青瓜、冬瓜、西瓜、茄子、甘蔗、木綿などが栽培されていた。西大坂村は明治元年に駿府藩領となり、明治2年に静岡藩領となった。
この東大坂村の村域、および、西大坂村の村域が、のちの大字としての大坂に該当する。東大坂村と西大坂村は1874年（明治7年）に合併することになり、新たに自然村としての大坂村が発足した。
その後、町村制の施行に伴い、従来の大坂村の大部分を村域とする新たな大坂村が発足した。一方、従来の大坂村の一部については三俣村と合併することになり、新たな三俣村が発足した。その結果、町村制が施行された1889年（明治22年）時点では、この地は静岡県城東郡大坂村となっていた。同年に大坂村の大字として大坂が設置されたが、村内の大字は大坂のみであった。大字としての大坂には大坂村役場が設置された。農業が盛んであり、大正年間には米、麦、茶、甘蔗糖が栽培されており、繭も生産されていた。さらに、中遠鉄道中遠線が延伸され、大坂においては1925年（大正14年）に谷口駅、南大坂駅が開業した。その後の度重なる合併を経て、1973年（昭和48年）4月よりこの地は大東町の一部となった。のちに大東町が掛川市、大須賀町と合併することになり、2005年（平成17年）4月よりこの地は掛川市の一部となった。

### 沿革
- 1871年 - 城東郡が静岡県に移管。
- 1871年 - 城東郡が浜松県に移管。

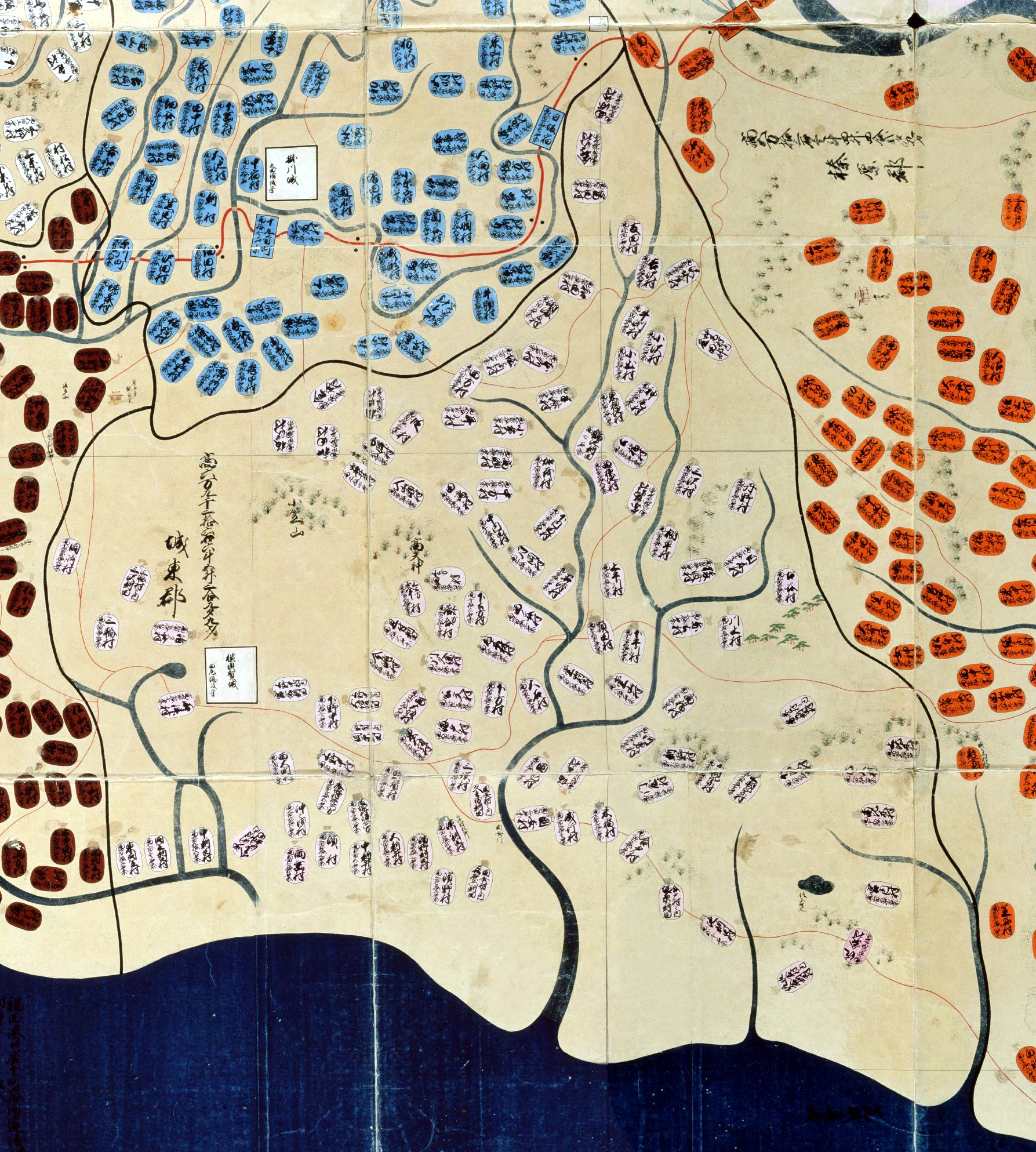
江戸時代に描かれた「遠江國」（『天保國繪圖』天保9年）。城東郡の村は薄桃色で示されており「東大坂村」、「西大坂村」がみえる

- 1874年 - 浜松県城東郡東大坂村、西大坂村が合併して大坂村を設置[9][11]。
- 1876年 - 城東郡が静岡県に移管。
- 1889年 - 静岡県城東郡大坂村の大部分に町村制を施行し大坂村を設置。三俣村、大坂村の一部が合併して三俣村を設置。大坂村の大字として大坂を設置[12]。
- 1896年 - 静岡県佐野郡、城東郡が合併して小笠郡を設置。
- 1925年 - 中遠鉄道谷口駅、南大坂駅が開業[12]。
- 1955年 - 静岡県小笠郡大坂村、睦浜村が合併して大坂村を設置。
- 1956年 - 静岡県小笠郡大坂村、千浜村が合併して大浜町を設置。
- 1973年 - 静岡県小笠郡大浜町、城東村が合併して大東町を設置。
- 2005年 - 静岡県掛川市、小笠郡大東町、大須賀町が合併して掛川市を設置。

## 世帯数と人口
2024年（令和6年）11月末日現在の世帯数と人口は以下の通りである。
| 大字 | 世帯数   | 人口   |
| ---- | -------- | ------ |
| 大坂 | 1939世帯 | 4640人 |

## 事業所
2021年（令和3年）現在の事業所数と従業員数は以下の通りである。
| 大字 | 事業所数  | 従業員数 |
| ---- | --------- | -------- |
| 大坂 | 202事業所 | 1711人   |

## 小・中学校の学区
公立小・中学校に通う場合、学区は以下の通りとなる。
| 番地 | 小学校             | 中学校             |
| ---- | ------------------ | ------------------ |
| 全域 | 掛川市立大坂小学校 | 掛川市立大浜中学校 |

## 交通

### バス
- しずてつ掛川大東浜岡線 - 池ノ谷停留所、釜田入口停留所、中川原停留所、太田停留所、南大坂停留所、大貫診療所前停留所、大浜中学校前停留所

### 道路
- 静岡県道38号掛川大東線
- 静岡県道69号相良大須賀線
- 静岡県道372号大東相良線

## 施設
- 三井コミュニティ防災センター[15]
- 大坂コミュニティ防災センター[16]
- 東大坂研修センター[17]
- 寺部公会堂[5]
- 太田集会所[6]
- 大東交番[18]
- 掛川市消防団大東第三分団[19]
- 御前崎遠州灘県立自然公園
- 大浜公園
- 掛川市立大浜中学校[20]
- 掛川市立大坂小学校[21]
- おおさかこども園[22]
- 掛川市立みなみ学校給食センター[23]
- 掛川市立大東図書館[24]
- 掛川市文化会館シオーネ[25]
- 老人福祉センター山王荘[26]
- 養護老人ホーム小笠老人ホーム[27]
- 株式会社静岡銀行大東支店[28]
- 島田掛川信用金庫大東支店[29]
- 遠州夢咲農業協同組合大坂支店[30]
- 静岡県労働金庫小笠支店[31]
- 掛川みなみ商工会[32]
- 矢柄神社[33]
- 若宮八幡宮[34]
- 貞永寺

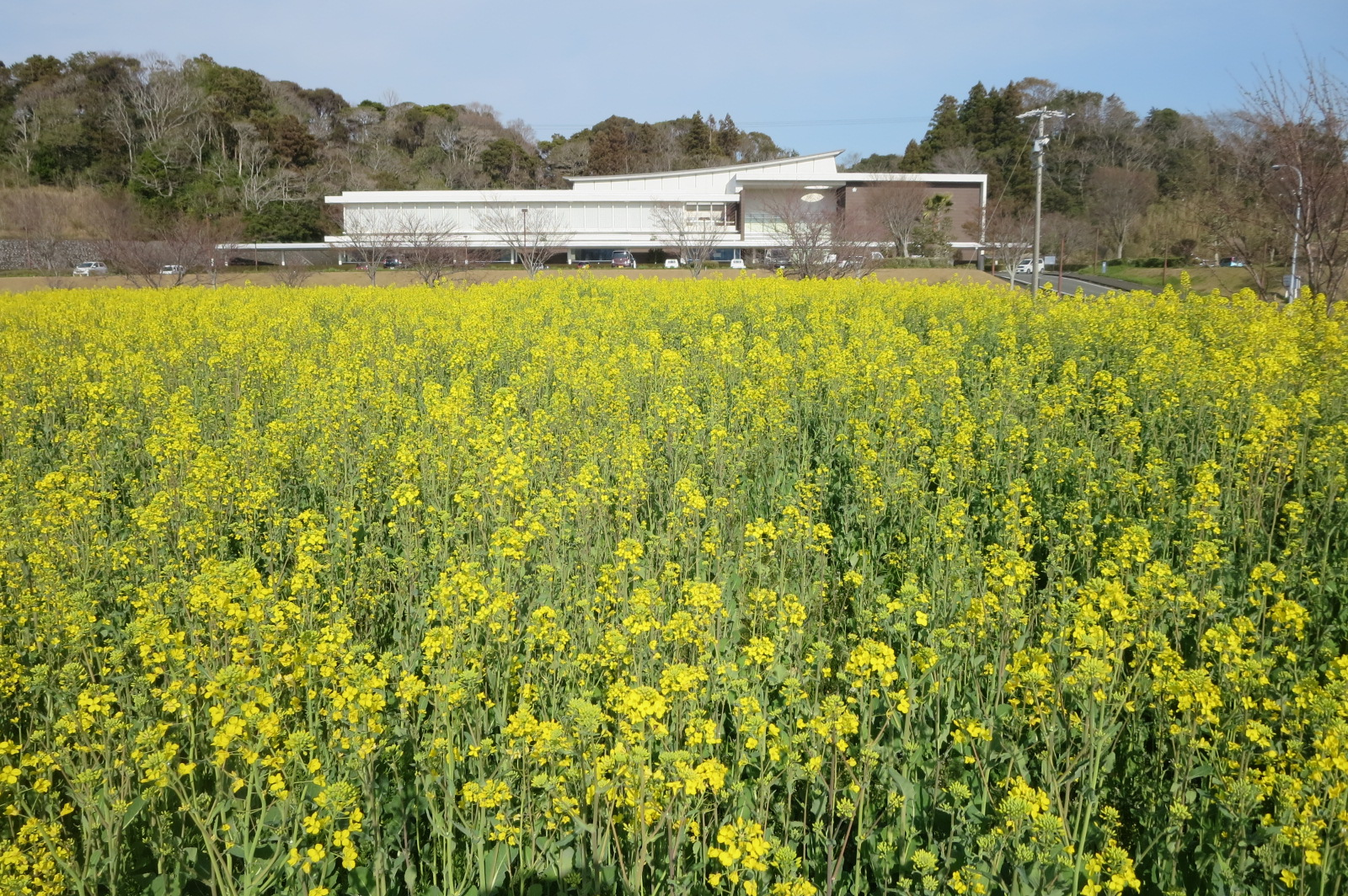
掛川市立大東図書館

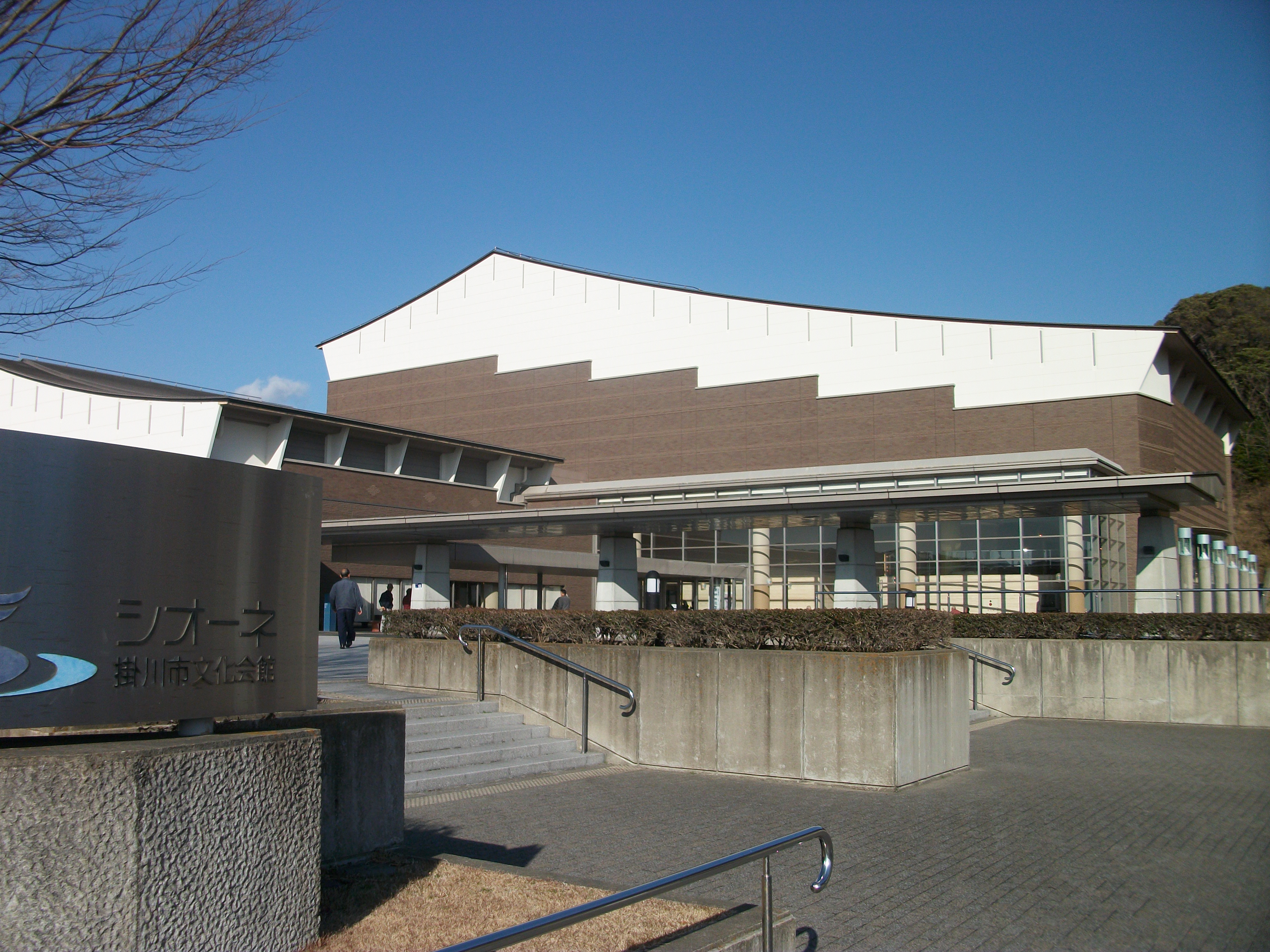
掛川市文化会館シオーネ

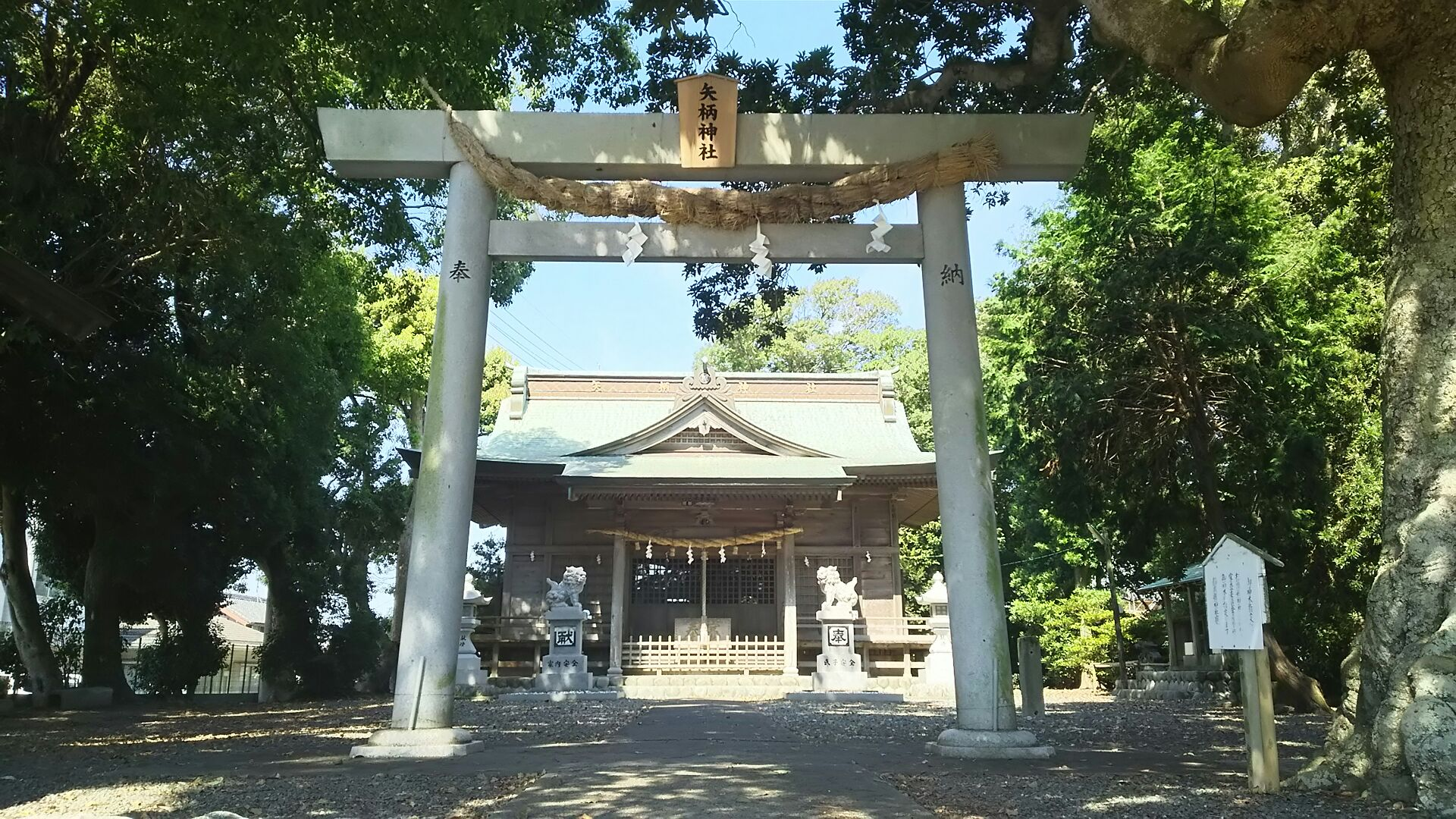
矢柄神社の鳥居

- 公益社団法人掛川市シルバー人材センター南部事務所[35]
- ビレッジハウス大浜[36]

## 史跡
- 三井山砦

## その他

### 郵便
- 郵便番号：437-1421[2]（集配局：遠江大東郵便局）

### 警察
警察の管轄区域は以下の通りである。
| 番地 | 警察署     | 交番・駐在所 |
| ---- | ---------- | ------------ |
| 全域 | 掛川警察署 | 大東交番     |

### 消防
消防の管轄区域は以下の通りである。
| 番地 | 消防署・分署 | 消防団分団   |
| ---- | ------------ | ------------ |
| 全域 | 南消防署     | 大東第三分団 |

### 註釈
1. ↑  今日では「遠江国風土記伝」と表記するのが一般的であるが、1900年に発行された『逺江國風圡記傳』では「逺江國風圡記傳」との表記を用いているため、同書に関する出典表記はそれに倣った。